# ベル・スター
マイラ・メイベル・シャーリー・リード・スター（英: Myra Maybelle Shirley Reed Starr 1848年2月5日 – 1889年2月3日）通称ベル・スター（Belle Starr）で知られるアメリカ西部開拓時代の女性。その死因から無法者という伝説が生まれ、アメリカ社会で俗に〔山賊女王〕（Bandit Queen）、あるいは著名な犯罪者になぞらえて〔女ジェシー・ジェイムズ〕などと呼ばれる。
生前のベルは実際にジェイムズ＝ヤンガー・ギャングその他と交流があり、馬泥棒で1883年に有罪判決を受けた犯罪歴がある。5人兄弟のうち、長兄ジョン・A・M・「バド」と弟エドは法を破って警察に射殺され、ベルは罪を重ねる最初の夫ジェームズ・C・リードの加担を嫌がり離縁（婚姻期間1866年–1873年）、リードもやはり警察官に殺され（1874年死亡）、次の夫サム・スターとは夫妻とも投獄されたのち、ベルは夫を説得して自首を決心させたが、裁判前に自警団に殺された（婚姻期間1880年–1886年）。ベル・スターの死因は銃で撃たれたとされ、公式には1889年の未決殺人事件の犠牲者である。スターの人生譚（じんせいたん）は雑誌『ポリス・ガゼット』（英語）に載ったことがきっかけでアメリカで世間に広まる。同誌の編集兼発行人リチャード・K・フォックス（任期1877年–1922年）（英語）の筆力により、犯罪者列伝に加わった女性という印象がつくと後生、テレビや映画の人気キャラクターに結実、1960年代以降も歌を捧げられた。

## 来歴・人物

### 誕生、少女時代
ベル・シャーリーは1848年、ミズーリ州カーセッジ（Carthage）近郊のジャスパー（Jasper）生まれ、家庭はわりあいに裕福な農園主である。父ジョン（John Shirley）はヴァージニア州の裕福な家庭のはみ出し者で、生母イライザ（Eliza Pennington Shirley）は3人目の妻でハットフィールド家（Hatfield family）の出身であった。子どもは本人を含めて5人。
一家はミズーリ南西部に移住（1839年）、小麦とトウモロコシの栽培、馬や家畜の飼育で財をなした。1856年、ベルが8つの時に父は農園を売り払うと一家を連れてカーセッジへ移り住み、宿屋と貸し馬屋と馬蹄屋を経営するようになった。ベルは町の女学校（Carthage Female Academy）へと通うと、通常の学科に加えて音楽と古典英語を学び、優秀な成績を修めた。4人兄弟の中でも兄バド（Bud、本名John Alexander Shirley）と共に外で遊ぶことが多く、兄に馬の乗り方と銃の撃ち方を学んだ。一家は南北戦争で南軍に協力し、兄バドはゲリラ部隊に加わり、指揮官のウィリアム・クェントリル配下にジェシー・ジェイムズとコール・ヤンガーがいた。しかし兄は1864年、潜んでいたところを北軍に急襲されて落命した。
バドを失った悲しみに暮れる一家は終戦とともに戦火で破壊された町と商売に見切りを付け、テキサス州ダラス南東の小村シーン（Scyene）へ移ると80,000平方メートル (800 a)の農場を買って落ち着いた。当時、戦災によって根無し草になった者や無法者にとって、テキサスは最後の楽園であった。移住当初こそ間に合わせの掘っ建て小屋で暮らしたが、トウモロコシやモロコシの栽培、馬や乳牛、肉牛や豚の飼育が軌道に乗って暮らしは安定し、馬の売り買いや繁殖にも手を広げる。一家は南軍の敗残兵が農場に逃げ込んでくるとかくまい、無法者とも親交を結ぶようになった。

### 最初の結婚
1866年11月、18歳になったベル・スターは農場に逃げて来たジェイムズ＝ヤンガーの手下、ジェームズ・C・リード（愛称ジム）と結婚し、夫妻は農場に住み込んで手伝った。ジムは翌年には妻を伴って実母の下に戻り、1年後の1868年に娘パール（Pearl 本名 Rosie Lee Reed）をもうけた。やがてジムは馬泥棒のトム・スター（Tom Starr チェロキー・インディアン）とウィスキーの密売や家畜泥棒に手を染め、昔なじみのヤンガーズたちとも交流を復活させていく。第2子はロージー・リー・「パール」、1871年にジェームズ・エドウィンが生まれた。
兄弟が何者かに殺されると、ジムは1869年に犯人だと疑った人物を撃ち殺してお尋ね者となり、ベルは夫とともに子どもを連れてカリフォルニアへ逃亡する。1871年に息子のエド（Ed, 本名 James Edwin Reed）を産むが、夫に贋金（にせがね）造りの疑いがかかると再びテキサスに戻った。それから2年、夫は仲間と家畜泥棒や殺人を繰り返し、逮捕令状を受けると、ベル夫妻はチョクトー族の居留地に身を隠した。夫は手下を集めて無法者集団を率いると、抗争相手のグレイソンの一家（Grayson family）から3万ドルもの金貨を巻き上げた1873年に、夫妻はテキサスへ帰る。夫には既に別の女性がいたため、ベルは別れて両親の下へ戻った。別居後も荒事を続けたジムは1874年8月、かつて友人であった保安官代理ジョン・モリス（John Morris）に射殺され、テキサス州パリス（Paris）で落命した。
夫が犯罪で荒稼ぎしたと言っても、ベルは豊かな暮らしに恵まれなかった。夫の死後に破産したベルは、かつて夫と共同購入した土地を売理、しばらくミズーリ州の亡夫の故郷で静かに過ごした。1876年に父を亡くし、母は農場を手放して再びダラスへ引っ越した。

### 二度目の結婚
1880年、32歳になったベルは（公文書では27歳）、23歳のサム・スター（Sam Starr）と再婚、義理の父トムは前夫の犯罪仲間であった。しかし2年を経ず夫妻は1882年7月、馬泥棒のかどで訴えられてしまう。隣人との約束では、ベルたちが飼っていた馬は売れる状態になるまで先方の牧場で放牧を認められ、牧場に出入りできる立場を悪用し、同牧場に別の隣人が預けた馬まで売却したという。11月に起訴され翌年3月にアーカンソー州で裁判を受けて有罪となった。アイザック・パーカー判事は初犯である点を考慮し、判決はベルに懲役6ヶ月2件、サムに禁錮12ヶ月と軽めであった。夫妻はそれぞれデトロイトの更生施設で模範囚として過ごし、服役は9ヶ月に縮んで出所する。
ベルは家に帰ると荒事には関わらず、本を読んだりピアノを弾くなどして過ごしたのに、夫は出所後も他の無法者とつるんで深みにはまり、指名手配された。1886年、ベルは2件の犯罪で訴えられる。1件目は目撃情報があり、3人組の農場荒らしの1人だったとされながら、証拠不十分で放免となった。2件目の馬泥棒の罪状はベル側に過失があり、盗難馬を誤って知人に売ってしまったせいであるが、こちらも無罪となった。2度目の裁判から家に戻ったベルは、民警団の待ち伏せを受けて大怪我を負った夫サムを見つけ、手当てをしながら何度も自首を勧め、夫はとうとう折れて10月に当局に出頭し翌1887年2月の裁判が決まった。12月17日、夫は友人宅のクリスマス・パーティに出かけ、保安官代理フランク・ウェストの待ち伏せを受けて射殺され、従兄弟たちも死亡した。

### 三度目の結婚、そして急死
ベル・スターは1889年、15歳年下の義理の弟ジム（Jim July Starr 義家庭の養子）と再婚した。その背景に、亡夫サムが保留地（Reservation）ヤンガーズ・ベンド（Youngers' Bend）に所有した地所をめぐり、その所有権をチェロキーの有力者の手に返さずにベルに継承させたいと交渉があった。チェロキーの指導者はクリーク族出身のジムと結婚する、無法者を保護しないという2つの条件で、ベルに所有権を認めた。
しかし約束が成立した年の2月3日、ベルは何者かに殺されてしまう。友人たちと楽しく過ごした帰り道に隣家に立ち寄ったところまでは明らかであった。その後、戸外で襲われて落馬、立ち上がろうとしたらしく、ショットガンで肩周りと顔面を撃ち抜かれた姿で発見された。日曜の午前の事件で、41歳の誕生日を2日後に控えていた。
ベルの墓はヤンガーズ・ベンドの自宅から徒歩3.2キロメートル (2 mi)のユーファーラ湖畔に立ち、墓碑に刻まれた言葉は次のとおり。
彼（か）の女の死を嘆く勿れ（なかれ）、無用な情けを掛ける勿れ、此処（ここ）には棺の他に無く、耀き満ちる珠（たま）も無し—"Shed not for her the bitter tear, Nor give the heart to vain regret, 'Tis but the casket that lies here, The gem that filled it sparkles yet."
もし南北戦争で南郡側がなければ、親兄弟に呼ばれた愛称「メイ」のまま良家にでも嫁ぎ、平凡な一生を送ったかも知れない。時代に翻弄された女性の波乱万丈の生涯であった。

## ベル・スター殺しの犯人
最も有力な容疑者とは、物納小作人だったエドガー・ワトスン（Edger J. Watson）である。ベルは土地を貸した後に、相手が実は殺人犯でフロリダ州の指名手配中と知る。チェロキーの指導者とは所有権の条件として「犯罪者を地所に置かない」約束をしており、それを守るには契約を打ち切るしかなかったが、ワトスンは土地を手放そうとせず、ベルは虚言をつかい、既にフロリダ当局に居場所を通報したとほのめかしてワトスンを追い出した。事件の朝、ベルが隣家に立ち寄ると入れ違いに出て行った客があり、その客こそワトスンであった。事件現場には同人の足跡が残りショットガンを所持していたことから、一旦は逮捕される。ところが目撃者の傍証がなかったために証拠不十分で釈放された。延命したワトスンは事件から21年後、フロリダへ舞い戻ったところをチェロキーの民警団にショットガンで射殺された。1910年10月24日であった。
容疑者には3人目の夫に加えて子ども2人も含まれる。娘のパールは悪の道をたどり通称「パール・ヤンガー」。母ベルに結婚の計画を台無しにされたり、パールと引き離すため孫娘を孤児院に預けさせようと手を回すなど、恨みがあった。息子のエドは母ベルの馬を虐待したときに牛用の鞭で折檻（せっかん）され、「殺してやる」と息巻いた事があるという。いずれにせよ、真相は歴史の闇の中である。

## ベル・スターの伝説

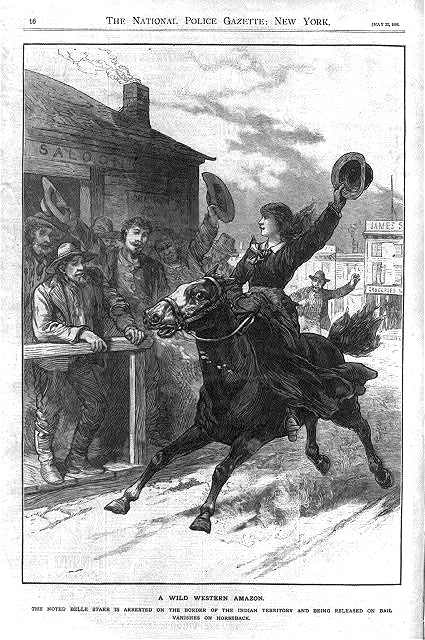
『ポリス・ガゼット』掲載のベル・スターの肖像。解説文：「荒野の西部の女戦士。著名なベル・スターをインディアン準州の境で逮捕。保釈後、馬で失踪」

その波乱に満ちた人生と衝撃的で謎に満ちた死から、ベル・シャーリー・スターは死後あまり日数を経ずに、多くのゴシップや臆測が生まれ伝説化された。代表的な例は『山賊女王ベル・スター、人呼んで女ジェシー・ジェイムズ ～生き急ぐ女馬賊の全生涯の真実～』などがあるものの、いずれも以下のような脚色も多く、注意が必要である。
- 臆測：かつてコール・ヤンガーの恋人であった。さらに、娘パールの実の父親はヤンガー。

（二人が子供時代から友人であった所から出た風評）
- 臆測：ジム・リードとの結婚を両親に反対され駆け落ちした。さらに、馬でギャング仲間の元へ向かい馬上で結婚した。

（実際には両親は反対せず、花婿を地所に住まわせた）
- 臆測：グレイソン一味の金貨を巻き上げた時、男装したベルは事件に加担した共犯者。

（事件に関わったという確かな証拠は見つかっていない）
- 臆測：ジムの死後、グレイソン一味から奪った金を元手に子供たちとダラスで暮らした。さらに高価な衣服で着飾り、ホルスターを身に着け2丁拳銃を帯びていた。

（実際は亡夫の死後に破産。土地を切り売りして田舎で静かに暮らした。）
- 臆測：ダラス時代は酒場で賭博や飲酒に溺れ、街中で馬を乗り回し拳銃を撃ちまくった。
あるいは男装して店に放火したり銀行強盗をしたり、銃で脅してポーカーの掛け金を巻き上げたりした。さらに馬賊を率いて荒らし回った。

（当時の新聞や報告書、裁判記録など公的な記録に、これらの事実は見当たらない）
- 臆測：ジムの死後、カンザスでコール・ヤンガーの親戚ブルースと同棲した時期があり、1880年に結婚。

（ブルースとの関係はゴシップの域を出ない。なお1880年6月の結婚相手はサム・スター。）

## 関連の作品
映画
『Belle Starr』（1941年、アービング・カミングス監督作品）

### 出版物と音楽
漫画
- 『ベル☆スタア強盗団』（伊藤明弘）　スターの伝説に取材した特徴的な改作。人物設計は1993年「ベル・スター・バンディッツ」にあり、大まかに史実に基づいて出来事を整理した。
- 『GUN BLAZE WEST』（ガン ブレイズ ウエスト 和月伸宏）　ギャングの一味JJ（ジェシー・ジェイムズ）として登場。
- ルーシー・ルークシリーズ（原作者ザビエル、作画モリス、1995年）　キャラクター・アルバム『ベル・スター』に風刺画がある。
- 『クライム・ダズ・ナット・ペイ』（漫画家ディック・ウッド）　第25話でベル・スターというキャラクターが登場、ストーリーの下敷きは架空の伝説。（原題はCrime Does Not Pay ）

音楽
発表年の順。
ボブ・ディラン
- 「トゥームストーン・ブルース」（英語）（1965年）　アルバム『Highway 61 Revisited」』収録曲。歌詞に「ベル・スターの幽霊」とある。
- 「Seeing The Real You at Last」の歌詞　アルバム『エンパイア・バーレスク』（英語）に収録（1985年）。

ウディ・ガスリー作詞作曲
- 「Belle Starr」。

シシー・スペイセク作詞作曲
- 「サム・スモール・クライム」　ベル・スターに捧げた。1980年のテレビ番組「ミッドナイト・スペシャル」に出演したときはギターを弾きながら、リヴォン・ヘルム（フラット・マンドリン）とデュエットした。

エミルー・ハリス作詞
- 「Belle Starr」　マーク・ノップラーとのコラボ作『オール・ザ・ロードランニング』（英語）に収録（2006年発表）。

マイケル・マーティン・マーフィー
- 「Belle Star」　マーフィーはアメリカのカントリー歌手。スターの人生を歌った曲はアルバム『Cowboy Songs III: Rhymes of the Renegades』に収めた。

ライバル・サンズ（英語）
- 「Belle Star」（2014年）　このバンドは楽曲をアルバム『グレート・ウェスタン・ワルキューレ』の8曲目に入れた。

文学
アメリカの小説家で作品名に「ベル・スター」を使ったのは、作家兼編集者スピアー・モーガン（小説デビュー作）、マーゴット・ドゥアイヒーはアウトローの心模様を描くドキュメンタリータッチの詩集、エドソンの小説『ガンズ・イン・ザ・ナイト』ではシリーズの主役たちがスター殺害の犯人を捕らえる。スターはカウンターの子どもを身ごもったまま殺された。
歴史小説にもスターを採用し、ストーニー・ハードキャッスル著作では裁判官アイザック・パーカー（英語）にからむ脇役を演じさせ、ローレン・D・エステルマン（英語）はスターのインディアン居留地時代の生活をモチーフにした（2009年『The Branch and the Scaffold』）。西部劇のパルプ小説版を手がけるJ・T・エドソン（英語） は主人公3人を設けた〈フローティング・アウトフィット〉でそのひとりマーク・カウンターの恋人をスターになぞらえた。ピーター・マシーセン作〈ワトソン氏殺害事件3部作〉は直近で『影の国』（Shadow Country）を加え、主人公E・J・ワトソンがベル・スターという人物の命を奪う。
ダグラス・C・ジョーンズはスターの娘パール・スター（英語）から人物像を発想してアーカンソー州フォートスミスの安宿の女主人に据えた。

### 注
1. ↑  生母イライザの生家はハットフィールド家とマッコイ家の争いで名前を残した。
2. ↑  パーカー判事は縛り首屋（ハンギング・ジャッジ）として被告人に恐れられていた。
3. ↑  名は反社会の一派ジェイムズ＝ヤンガーズにちなむ。
4. ↑  リチャード・フォックスの著書。Richard Fox. Belle Starr, the Bandit Queen, or the Female Jesse James: A Full and Authentic History of the Dashing Female Highwayman。
5. ↑  スピアー・モーガンの小説家デビュー作は『Belle Starr』。
6. ↑  マーゴット・ドゥアイヒーが著作『Bandit/Queen: The Runaway Story of Belle Starr』（2022年）で形作ったスターの人物像は、フェミニストの先駆けで境界型の「逃亡者」[7]。
7. ↑  S・ハードキャッスルの歴史小説『ベル・スターの伝説』（1979年）。
8. ↑  D・C・ジョーンズは小説『ザ・サーチ・フォー・テンペランス・ムーン』（The Search for Temperance Moon』 1991年）の基本構想を未解決のベル・スター殺人事件に取材した。